# Escudo de Eslovenia
En el escudo de Eslovenia aparece, en un campo de azur con bordura de gules, el dibujo en plata del monte Triglav, que es el pico más alto de Eslovenia. El monte Triglav está surmontado en el jefe por tres estrellas de seis puntas, de oro, colocadas dos y una. Estas estrellas fueron adoptadas del escudo de los condes de Celje (en esloveno «Grofje Celjski»), la gran casa dinástica de fines del siglo XIV e inicio del siglo XV. Al pie, dentro del escudo, dos líneas onduladas de azur que representan al mar Adriático y a los ríos de Eslovenia. Fue diseñado por Marko Pogačnik.

La versión actual fue declarada como escudo oficial de Eslovenia por la Asamblea Nacional el 24 de junio de 1991. 

Escudo del ducado de Carniola.
Escudo de la República Socialista de Eslovenia.
Escudo actual.

## Escudos históricos

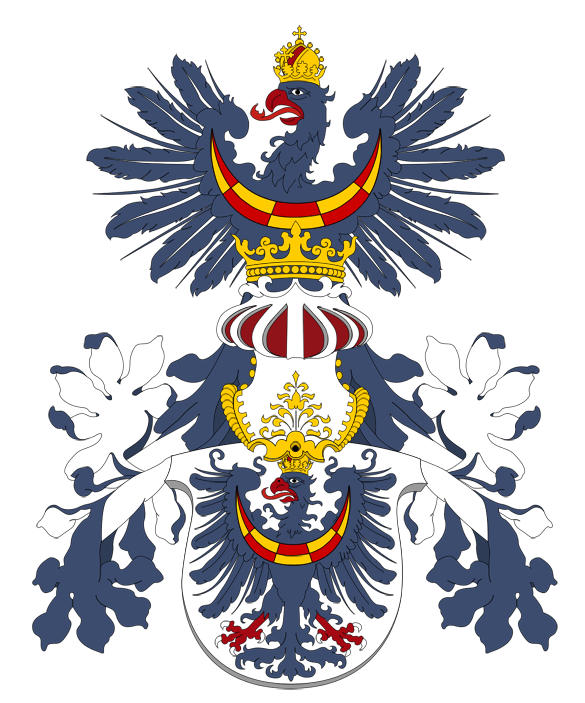
Escudo de Carniola (1364–1918).
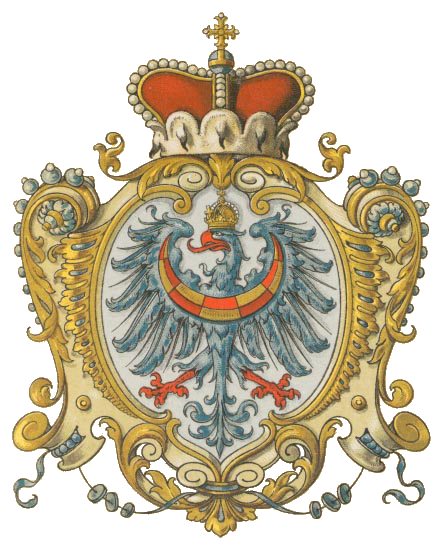
Escudo del Ducado de Carniola (1364–1918).
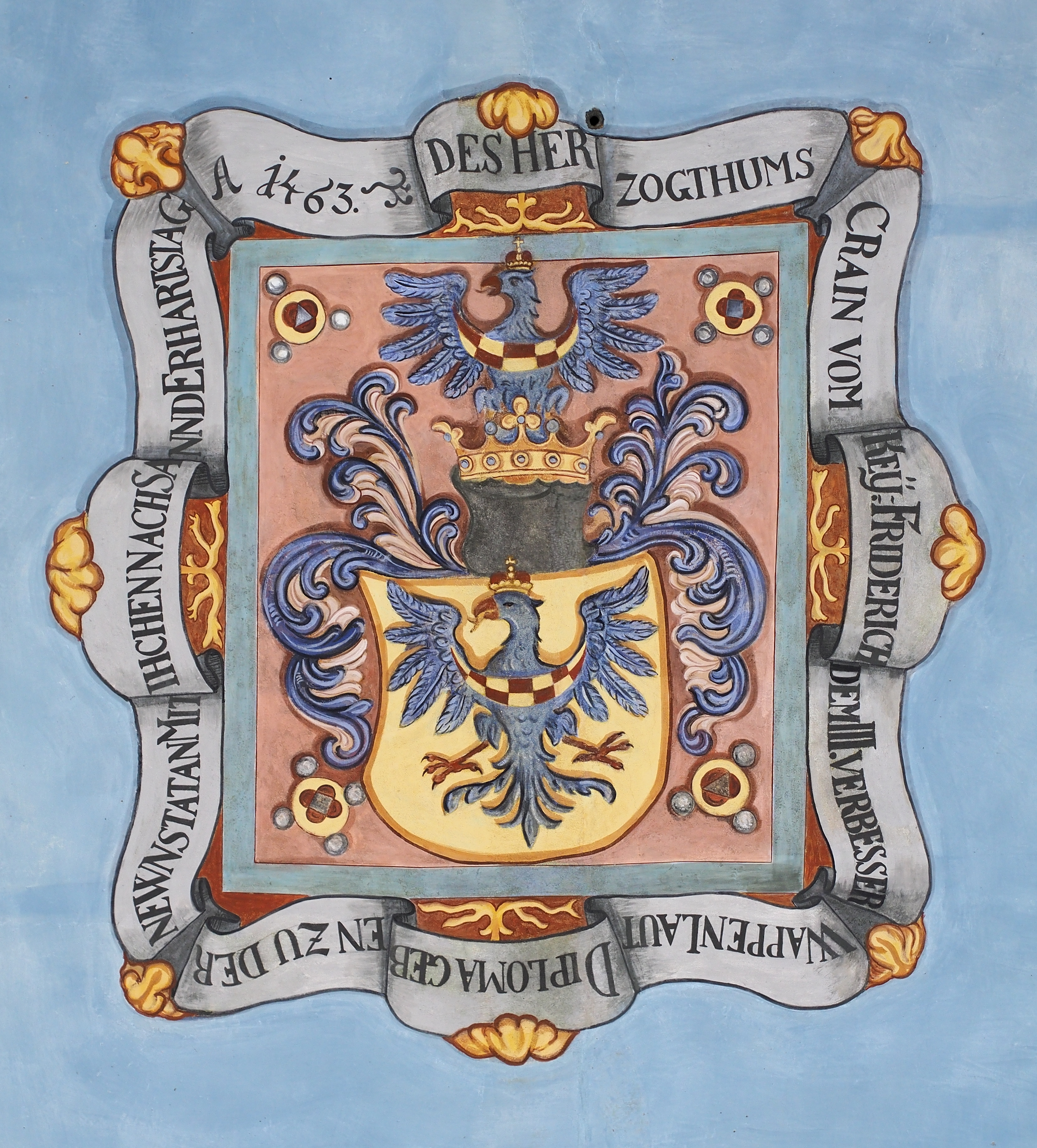
Escudo de armas del Ducado de Carniola en el Castillo de Liubliana.
Escudo del Reino de Yugoslavia (1918–1941)
Escudo de la República Socialista de Eslovenia (1945–1991).